# Coelorinchus osipullus
Coelorinchus osipullus és una espècie de peix de la família dels macrúrids i de l'ordre dels gadiformes.